# John Coffey (groupe)
Pour les articles homonymes, voir John Coffey.
John Coffey est un groupe néerlandais de post-punk, originaire d'Utrecht.

## Histoire

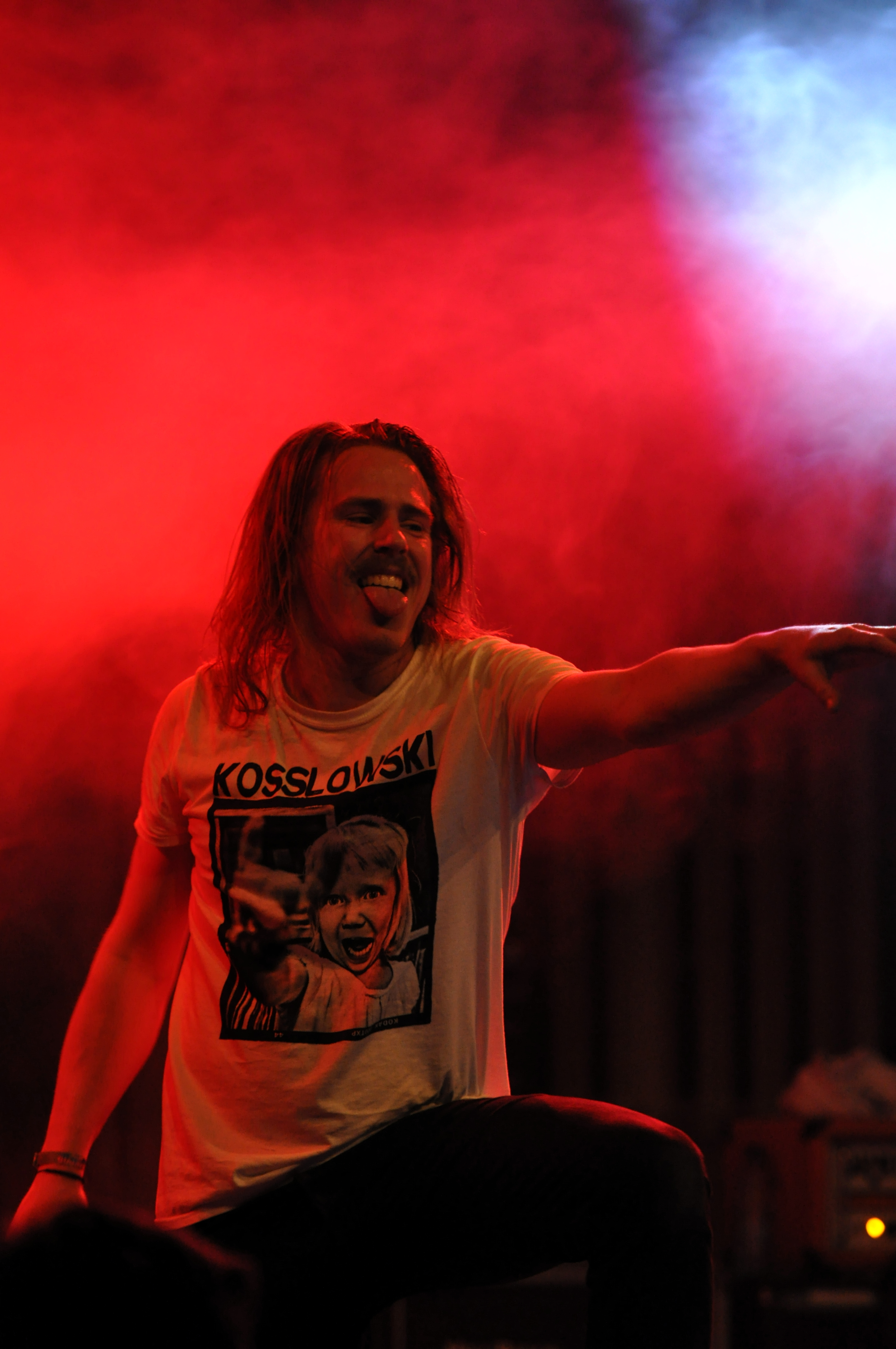
David Achter de Molen au Paaspop 2013.

Le groupe est formé en 2002 et originaire d'Utrecht. L'origine du nom du groupe est le personnage principal éponyme du roman La Ligne verte de Stephen King.
Après les deux EP White Like the New Sky (2005) et Spring (2007), l'album Vanity sort en 2009. Le groupe tourne dans plusieurs pays européens avec des groupes comme Underoath, Cancer Bats, Architects, The Chariot ou The Ghost of a Thousand. En 2011, le groupe réunit suffisamment de fonds via une campagne de financement participatif sur SellaBand pour pouvoir enregistrer son deuxième album, Bright Companions, qui a été enregistré dans les studios Gröhndahl en Suède avec le producteur Pelle Gunnerfeldt (The Hives, Refused) et Jag Jago (ancien guitariste de Ghost of a Thousand) et sort en 2012.
En 2016, les musiciens annoncent qu'ils mettaient en suspens toutes les activités musicales du groupe et qu'ils faisaient une pause créative. En mars 2023, près de sept ans plus tard, les musiciens annoncent le retour du groupe.

## Style musical
Le magazine Visions décrit le style du groupe comme un « bâtard post-peu importe de rock 'n' roll, de punk, de hardcore et de beaucoup de chaos ». L'Ox-Fanzine le qualifie de « vapeur hardcore teintée de rock porcin » [sic !] et cite Refused et The Bronx comme groupes comparables. Laut.de cite également Kvelertak et Royal Republic et décrit le style musical joué comme « un son entre brutalité, arrangements sophistiqués et plaisir grossier ».

## Discographie

### Albums studio
- 2009 : Vanity (Sally Forth Records)
- 2012 : Bright Companions (Redfield Records)
- 2015 : The Great News (V2 Records)
- 2023 : Four (Elektra Benelux)

### EP
- 2005 : White Like the New Sky
- 2007 : Spring
- 2016 : A House for Thee